# Honky-tonk man (single van Johnny Horton)
Honky tonk man is een single van Johnny Horton. Hij schreef het nummer met Tillman Franks en Howard Hausey. Horton bracht de single in 1956 uit in de Verenigde Staten. Postuum werd de single in 1961 in Nederland door het label Philips uitgebracht en in 1962 nogmaals in de Verenigde Staten. Daarnaast verscheen het in 1961 op zijn postume album  Honky tonk man.

## Covers
Het nummer werd door verschillende artiesten gecoverd. Op een single verschenen versies van Eddie Fontaine (1957), Bob Luman (1970), Jack Jersey (1975), The Slippers (1981) en Dwight Yoakam (1986).
Op elpees verschenen er versies van Johnny Cash (More of "Old golden throat", 1969), Del Reeves (Down at good time Charlie's, 1969), Claude King (I remember Johnny Horton, 1969), Jack Jersey (I wonder en Honky tonk man, 1975) en Buck Owens (Honky tonk man: Buck sings country classics, 2013).

## Hitnoteringen
| Jaar | Artiest       | Hitlijst                    | Pieknotering |
| ---- | ------------- | --------------------------- | ------------ |
| 1956 | Johnny Horton | Hot Country Songs           | 9            |
| 1962 | Johnny Horton | Hot Country Songs           | 11           |
| 1970 | Bob Luman     | Hot Country Songs           | 22           |
| 1986 | Dwight Yoakam | Hot Country Songs           | 3            |
| 1986 | Dwight Yoakam | Canadian RPM Country Tracks | 1            |